# Ферритовый фильтр

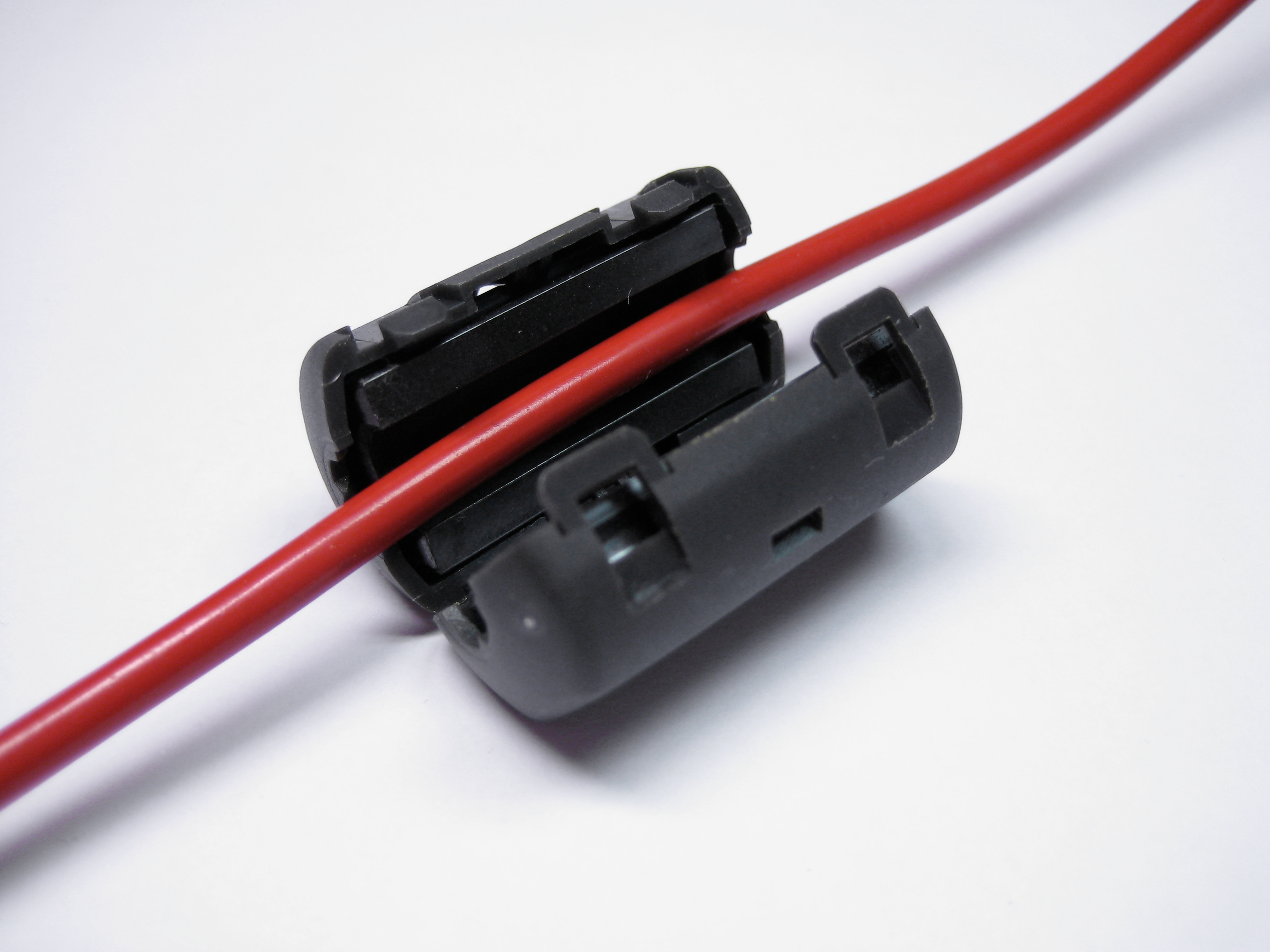
Цилиндрический съемный ферритовый фильтр

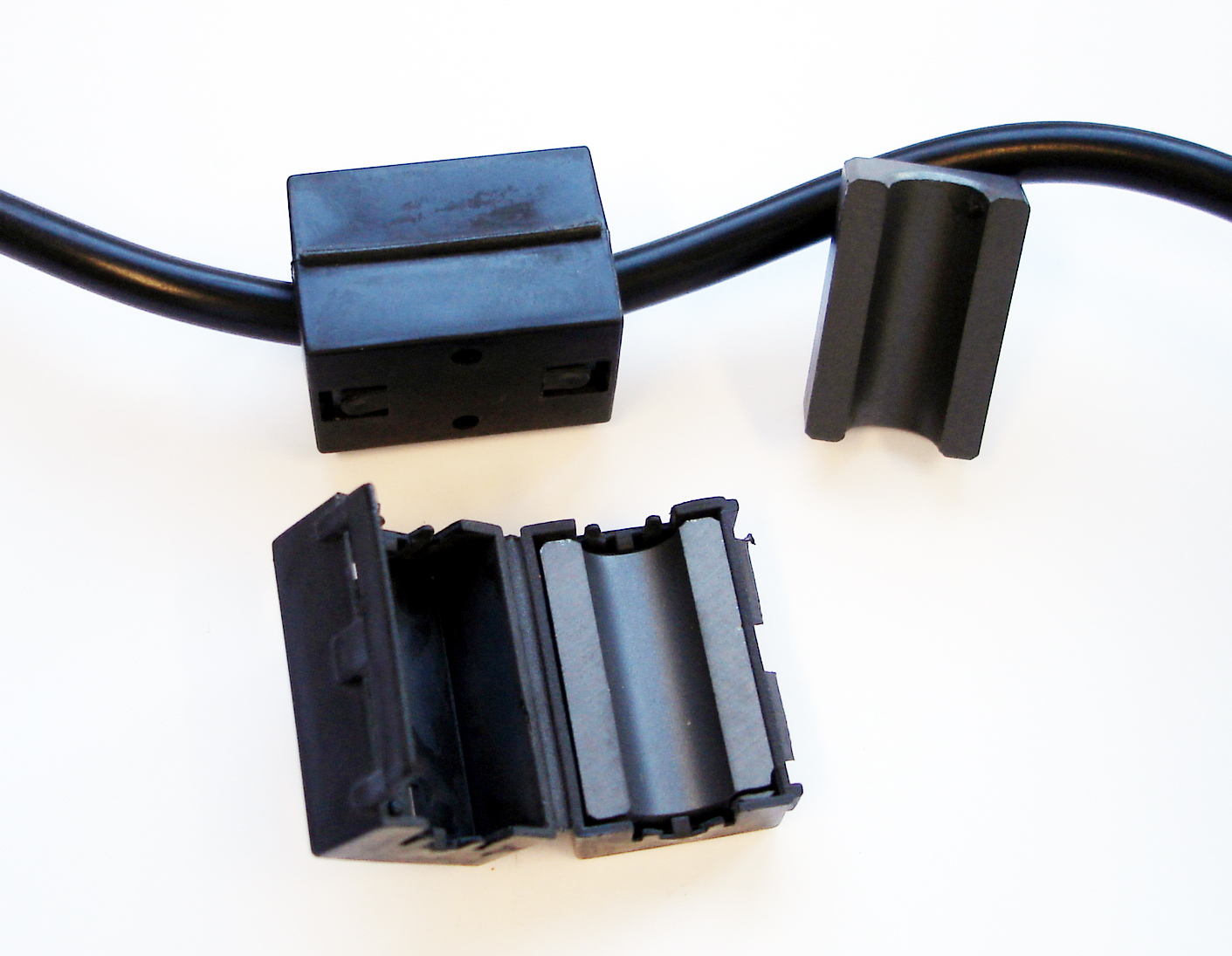
Съемный ферритовый фильтр в форме параллелепипеда

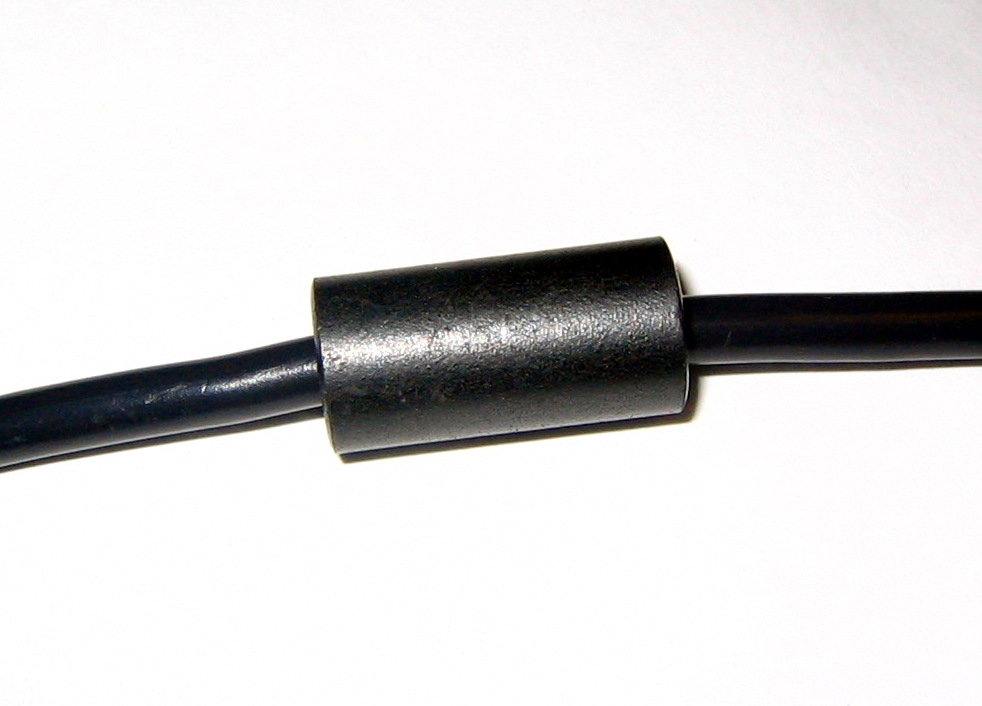
Ферритовый фильтр в виде цилиндра без пластмассового покрытия.

Характеристика кривой импеданса.
— полное сопротивление;
— реактивная составляющая;
— активная составляющая.

Ферри́товый фильтр — пассивный электрический компонент, изготовленный из феррита в виде кольца, использующийся в качестве фильтра, для подавления высокочастотных помех в электрических цепях. Ферритовое кольцо увеличивает индуктивность проходящего через него участка провода в несколько сотен (вплоть до тысяч) раз, что и обеспечивает требуемый эффект. Чаще всего имеют форму цилиндров или параллелепипедов; могут быть съёмными с защелками или несъемными литыми. Ферритовые фильтры используются как дополнительные внешние фильтры, как правило, для устройств, имеющих длинные соединительные кабели.

## Описание
Ферритовый фильтр — один из самых простых и дешёвых типов подавляющих синфазную помеху фильтров для установки на уже существующие провода. Для обычного ферритового кольца провод либо продевается через кольцо (образуя одновитковую катушку индуктивности), либо образует многовитковую тороидальную обмотку, что увеличивает индуктивность и, соответственно, эффективность помехоподавления. Также используются разборные фильтры с защёлками, надеваемые на кабель.
Такие фильтры используются двумя различными способами, хотя внешне это выглядит одинаково, и часто можно увидеть использование одинаковых марок ферритов:
- Фильтр, установленный на одиночный (одножильный, однофазный) провод. В этом случае, в зависимости от марки феррита и интересующего частотного диапазона заграждения, он работает как:
  - Индуктивность. Часть мощности ВЧ-волны отражается обратно в кабель.
  - Поглотитель. Часть мощности ВЧ-волны рассеивается в феррите.
  - Смешанный режим.
- Фильтр, установленный на многожильный кабель, такой как кабель передачи данных, кабель питания, или интерфейс: USB, видео, и др. В таком случае феррит создаёт на данном участке кабеля синфазный трансформатор, который, пропуская дифференциальные  сигналы (несущие полезную информацию), отражает (не пропускает) синфазные помехи. В этом случае не следует использовать поглощающий феррит, чтобы не нарушить передачу данных, и желательно применять более высокочастотные ферроматериалы.

## Применение
Ферритовые фильтры используются как на сигнальных проводах для ослабления внешних помех, так и на проводах питания для уменьшения создаваемых ими помех.
Раскрытый ферритовый цилиндр надевается на кабель, который необходимо защитить от электромагнитных помех и наводок, примерно в 3 см от наконечника кабеля. Обе ферритовые части смыкаются, после этого замки на пластмассовой оболочке защелкиваются. Для надежности можно оснастить ферритовым цилиндром и другой конец кабеля.
Фильтры применяют в монтаже охранной сигнализации, когда приёмно-контрольные приборы (ППКОП) создают наводки в шлейфах при передаче сигнала.